# Crypto – Angst ist die härteste Währung
Crypto – Angst ist die härteste Währung ist ein US-amerikanischer Thriller des Regisseurs John Stalberg Jr. aus dem Jahr 2019.

## Handlung
Martin „Marty“ Duran arbeitet als Geldwäschebeauftragter bei der Omnibank an der Wall Street. Nachdem er einen Report über Richtlinienverletzung eines potentiellen Klienten veröffentlicht, und so einen großen Deal platzen lässt, versetzt ihn seine Vorgesetzte Robin Whiting in seine Heimat Elba.
Dort besucht er den Liquor Store seines alten Schulfreunds Earl Simmons. Wie fast alle Geschäfte in Elba kann sich auch der Liquor Store nicht über Wasser halten. Doch dank seiner großen IT-Expertise bestreitet Earl seinen Lebensunterhalt mit Mining von Kryptowährung. Das Wiedersehen mit seinem Vater Martin Sr. und seinem Bruder Caleb endet in Streit, weil Marty seit dem Tod seiner Mutter vor zehn Jahren den Kontakt abgebrochen hat.
Da seine Vorgängerin Janice an Krebs leidet, hat sich für Marty viel Arbeit aufgestaut. Bei seinen Untersuchungen überprüft er die Kunstgalerie von Penelope Rushing und trifft ihre Assistentin Katie. Sein Freund Earl hilft Marty bei seinen Ermittlungen, indem er sich in die Computer der Bank hackt. Gemeinsam decken sie ein Geldwäschekomplott der russischen Mafia auf, in die Penelope und sogar Robin verstrickt sind. Die Gangster töten Janice, Penelope und Earl. Marty entkommt nur zufällig einem Anschlag. Im Motel erhält er ein Päckchen mit einem USB-Stick, auf den Earl die Beweise gespeichert hat.
Die Gangster entführen Martin Sr., um an die Beweise zu kommen. Marty informiert Katie, von der er inzwischen annimmt, dass sie Undercover für das FBI ermittelt. Gemeinsam mit Caleb hält er die Entführer bei der Übergabe in Schach, bis die Bundesagenten eintreffen.
In der Omnibank-Zentrale liefert Marty seinen letzten Bericht ab, bevor Robin verhaftet wird. Mit den Cyberwallets, die Earl ihm vermacht hat, setzt Marty das Kryptomining fort, und rettet so die Farm seines Vaters.

## Kritik
„Die Geschichte des Thrillers setzt sich aus bekannten Genre-Standards zusammen, ohne eigene Akzente zu setzen. Unkonventionelle Kameraarbeit und ein stylischer Soundtrack bemühen sich zwar, die Story aufzuwerten, doch bleibt der Film gerade im Umgang mit der titelgebenden Kryptowährung ohne nennenswerte Einfälle.“